# Gmina Gruta
Die Gmina Gruta ist eine Landgemeinde im Powiat Grudziądzki der  Woiwodschaft Kujawien-Pommern in Polen. Ihr Sitz ist das gleichnamige Dorf (deutsch Grutta) mit etwa 1300 Einwohnern.

## Geographie

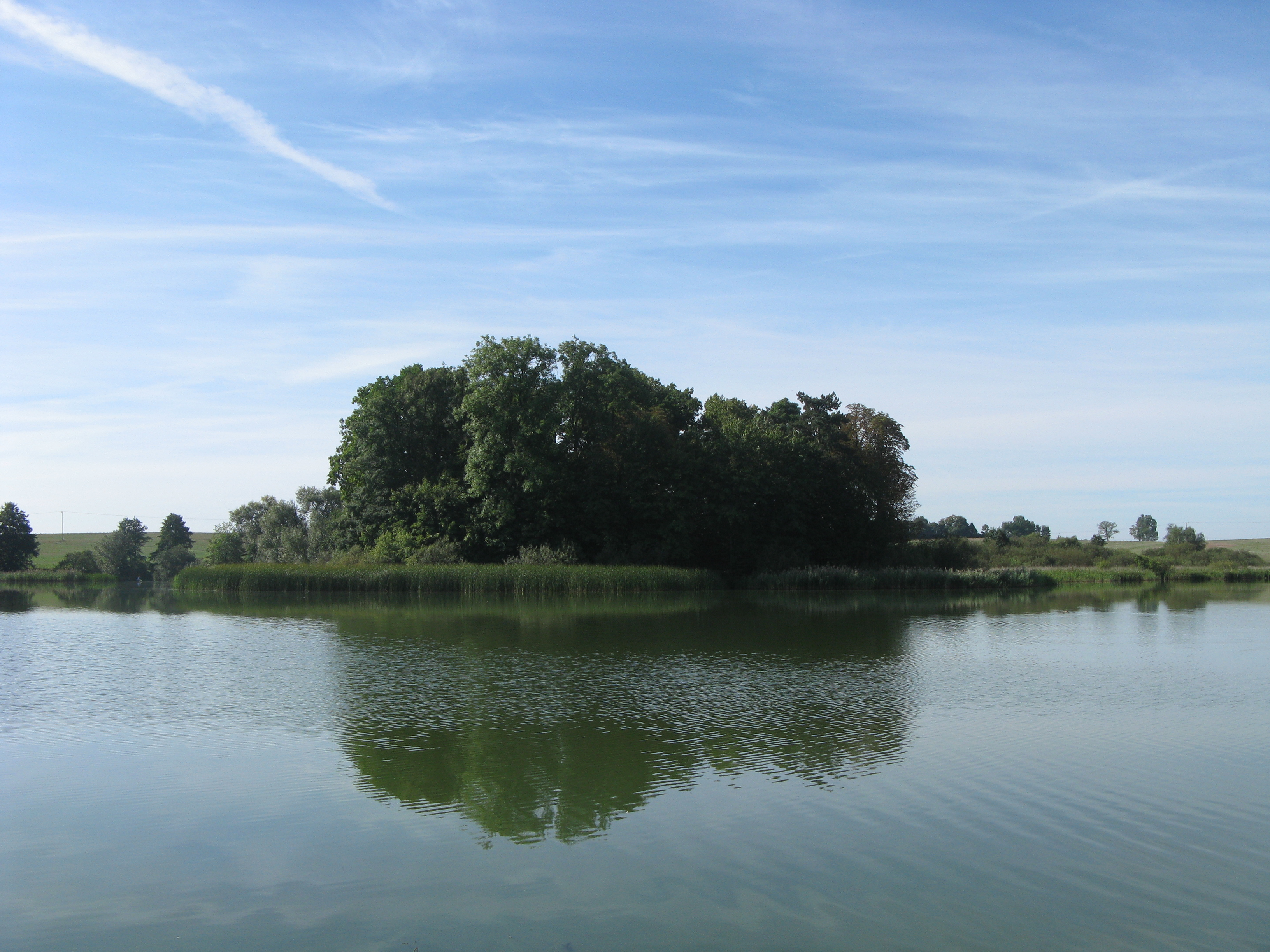
Der Mełno (Melnosee)

Die Gemeinde liegt im ehemaligen Westpreußen, etwa sieben Kilometer östlich von Grudziądz (Graudenz). Sie grenzt im Westen an die Landgemeinde Grudziądz und im Osten an den langgestreckten Mełno (Melnosee, Meldensee).

## Geschichte

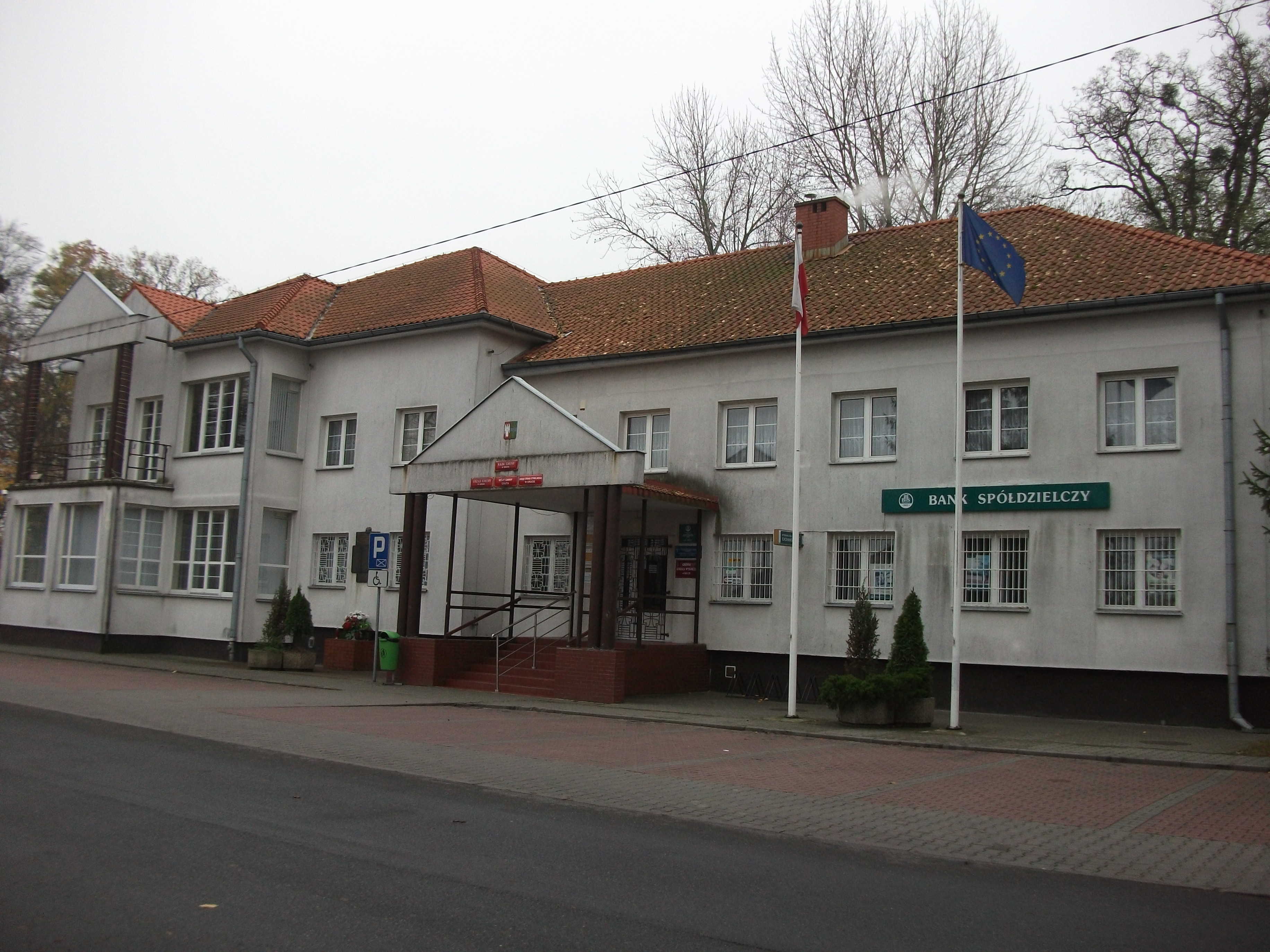
Gemeindeverwaltung

Im Rahmen der Ersten Teilung Polens 1772 kam das Gemeindegebiet an Preußen. Im Jahr 1919 wurde es Teil des wiederentstandenen Polen und war von 1939 bis 1945 im Zweiten Weltkrieg deutsch besetzt und dem Landkreis Graudenz im Reichsgau Danzig-Westpreußen zugeordnet. Noch vor Kriegsende kam das Gebiet wieder an Polen.
Die Landgemeinde bestand von 1934 bis 1954 und wurde 1973 neu gebildet. Von 1975 bis 1998 gehörte sie zur Woiwodschaft Thorn.

## Gliederung

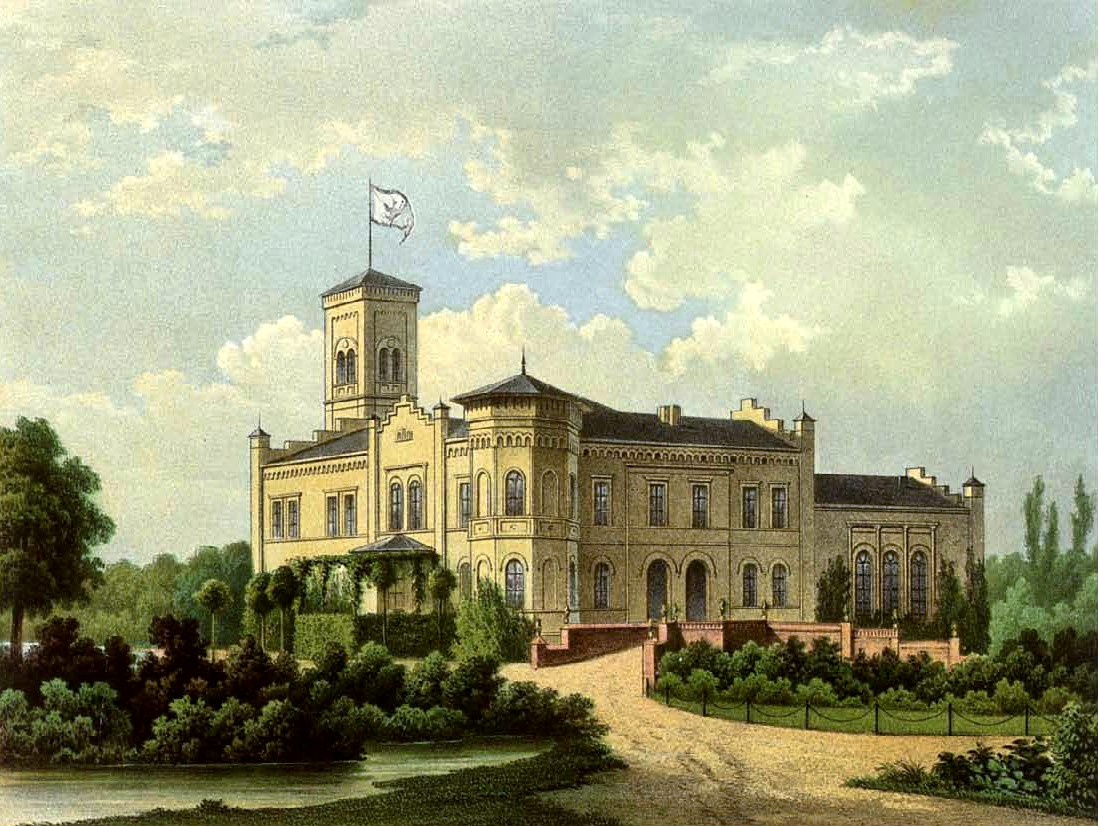
Schloss Melno, Sammlung Alexander Duncker

Zur Landgemeinde Gruta gehören 17 Dörfer (deutsche Namen bis 1945) mit einem Schulzenamt:
- Annowo (1939–1942 Annaberg, 1942–1945 Annaberg, Kr. Graudenz)
- Boguszewo (Boguschau)
- Dąbrówka Królewska (Königlich Dombrowken, 1942–1945 Königsdamerau)
- Gołębiewko (Taubendorf)
- Gruta (1939–1942 Grutta, 1942–1945 Frankenhain)
- Jasiewo (Hansfeld, 1939–1945 Hansfelde)
- Kitnowo (Kittnau)
- Mełno (Melno, 1942–1945 Melden)
- Nicwałd (1939–1945 Nitzwalde)
- Okonin (Okonin, 1942–1943 Ockonin, 1943–1945 Ockenin)
- Orle (Orle)
- Plemięta (Plement)
- Pokrzywno (Engelsburg)
- Salno (1939–1942 Sallno, 1942–1945 Sallnau)
- Słup (1939–1942 Slupp, 1942–1945 Starkenberg, Kr. Graudenz)
- Wiktorowo (Viktorowo)

Weitere Ortschaften der Gemeinde sind die Siedlung Słupski Młyn (Mühle Slupp) und die Waldsiedlung Karasek.

## Verkehr
Der Bahnhof Mełno und der Haltepunkt Boguszewo liegen an der Bahnstrecke Działdowo–Chojnice. In ersterem endete auch die Kleinbahn Culmsee–Melno.